# Troy Milam
Troy Milam (* 30. června 1980, USA) je americký lední hokejista.

## Kluby podle sezon
- 1998-1999 Detroit Compuware
- 1999-2000 Ferris State University
- 2000-2001 Ferris State University
- 2001-2002 Ferris State University
- 2002-2003 Ferris State University
- 2003-2004 Gwinnett Gladiators, Manchester Monarchs, San Antonio Rampage
- 2004-2005 Manchester Monarchs, Reading Royals
- 2005-2006 Chicago Wolves, Gwinnett Gladiators
- 2006-2007 Chicago Wolves, Hershey Bears
- 2007-2008 Manchester Monarchs
- 2008-2009 Ilves Tampare
- 2009-2010 Ässät Pori
- 2010-2011 Norfolk Admirals
- 2011-2012 HC Sparta Praha
- 2012-2013 HC Sparta Praha